# Suseni (Argeș)
Suseni é uma comuna romena localizada no distrito de Argeş, na região de Muntênia. A comuna possui uma área de 57.00 km² e sua população era de 3149 habitantes segundo o censo de 2007.